# Taenaris simplex
Taenaris simplex är en fjärilsart som beskrevs av Hans Fruhstorfer 1911. Taenaris simplex ingår i släktet Taenaris och familjen praktfjärilar. Inga underarter finns listade i Catalogue of Life.